# Walnut Creek (California)
Walnut Creek è una city degli Stati Uniti d'America, situata nella Contea di Contra Costa in California.

## Geografia
La città si trova a 26 km a est di Oakland. Si trova nella East Bay regione della San Francisco Bay Area. Anche se non grande come la vicina Concord, Walnut Creek è centro degli affari e di divertimento delle città confinanti nella Contea di Contra Costa, in funzione della sua collocazione all'incrocio tra le strade di Sacramento e San Jose (I-680) e San Francisco / Oakland (SR-24). La città aveva una popolazione di 64 173 abitanti nel 2010.

## Amministrazione

### Gemellaggi
Walnut Creek ha attivo un programma Sister Cities International con due città gemellate. Le scuole di Walnut Creek effettuano annualmente un interscambio di studenti con queste città.
- Noceto, Italy
- Siófok, Hungary